# Clara Wulffaert
Clara Wulffaert, née Clara Rooman à Gand le 19 février 1808 et morte à Namur le 16 avril 1867, est un peintre belge. Son champ pictural couvre essentiellement les scènes de genre.

## Biographie

### Famille
Clara (Claire Marie Fernande Jeanne Thérèse) Rooman, née à Gand le 19 février 1808, est la troisième fille d'une famille patriarcale gantoise. Ses parents sont Jean Louis Joseph Rooman (1771-1830) et de Claire de Genellis (1776-1856), mariés en 1800. Le 25 janvier 1835, elle épouse à Bruges l'artiste peintre Adrien Wulffaert (1804-1873). Ils deviennent parents de cinq enfants : 1) Paul (1835), 2) Gabrielle (1837), 3) Hippolyte (1840-1911), artiste peintre, 4) Adolphe et 5) Georgine.

### Carrière
Elle se fait connaître au concours du Salon de Gand de 1835, où, grâce à son œuvre La leçon maternelle, elle remporte le premier prix réservé aux dames pour les tableaux de genre. Elle participe ensuite au Salon de Bruxelles de 1836, au Salon de Bruges de 1837, au Salon de Gand de 1838, puis au Salon de Bruxelles de 1839.

### Mort
Clara Wulffaert meurt, à l'âge de 59 ans, à Namur, où elle résidait, le 16 avril 1867.

## Œuvres

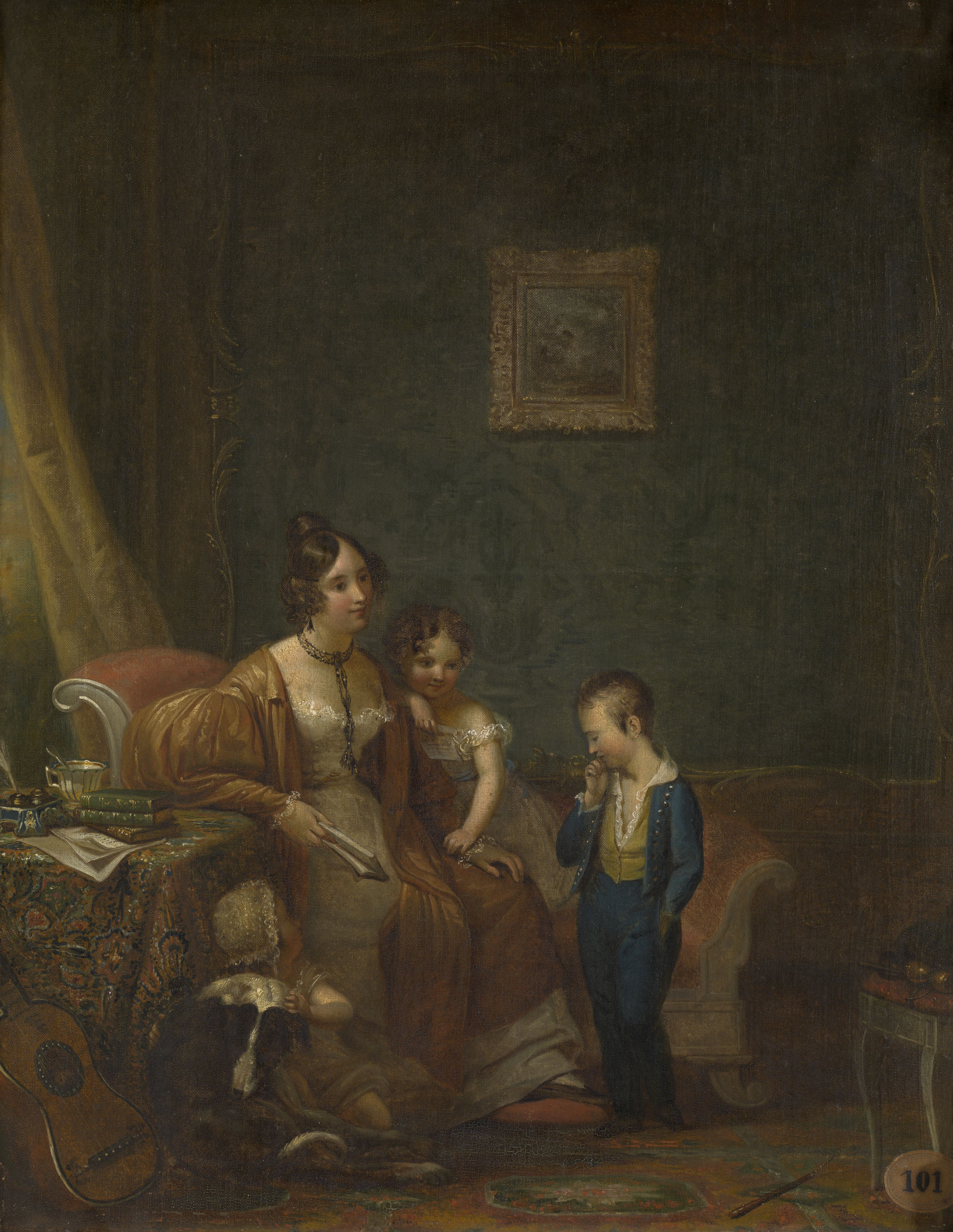
La Leçon maternelle de Clara Wulffaert, conservée au Musée des Beaux-Arts de Gand (1835).

### Collections muséales et publiques
- La Leçon maternelle, 1835, Musée des Beaux-Arts de Gand[8].

### Expositions
- Une rêveuse, Salon de Bruxelles de 1836, puis Salon de Bruges de 1837[3],[4] ;
- Les Trois amis, Salon de Bruxelles de 1836[3] ;
- Héloïse au Paraclet, Salon de Bruxelles de 1836 et Salon d'Anvers de 1837[3] ;
- Une nourrice, Salon de Bruges de 1837 et Salon d'Anvers de 1837[4] ;
- Le Nid d'oiseau, Salon de Bruges de 1837[4] ;
- Causerie de jeunes filles, Salon de Gand de 1840[5] ;
- Le Nid d'oiseaux, Salon de Gand de 1840[5] ;
- Les Petits poulets, Salon de Gand de 1840[5] ;
- La Légende, Salon de Bruxelles de 1839[6] ;
- L'Orage, Salon de Bruxelles de 1839 et Salon d'Anvers de 1840[6] ;
- La Famille du marin, Salon de Bruxelles de 1839[6].

### Enchères
Entre 2003 et 2014, plusieurs tableaux de Clara Wulffaert sont vendus aux enchères :
- Les Petits mendiants et leur chien, sans date ;
- Jeune mère avec ses trois enfants, sans date ;
- Complicité, 1836.